# Alfonso Vicente
Alfonso Vicente (Músic portuguès del segle XV).
Fou capellà major del rei Joan V, i fou nomenat pel rei Eduard I mestre de la seva Capella Reial, el 1437, encomanant-li la reforma de la part artística d'aquesta capella, que en aquell temps es trobava en una gran decadència.
Fou autor de moltes composicions de gènere religiós.